# Domažlice
Domažlice (Taus en alemany) és una població de la República Txeca a la Regió de Plzeň.

## Història

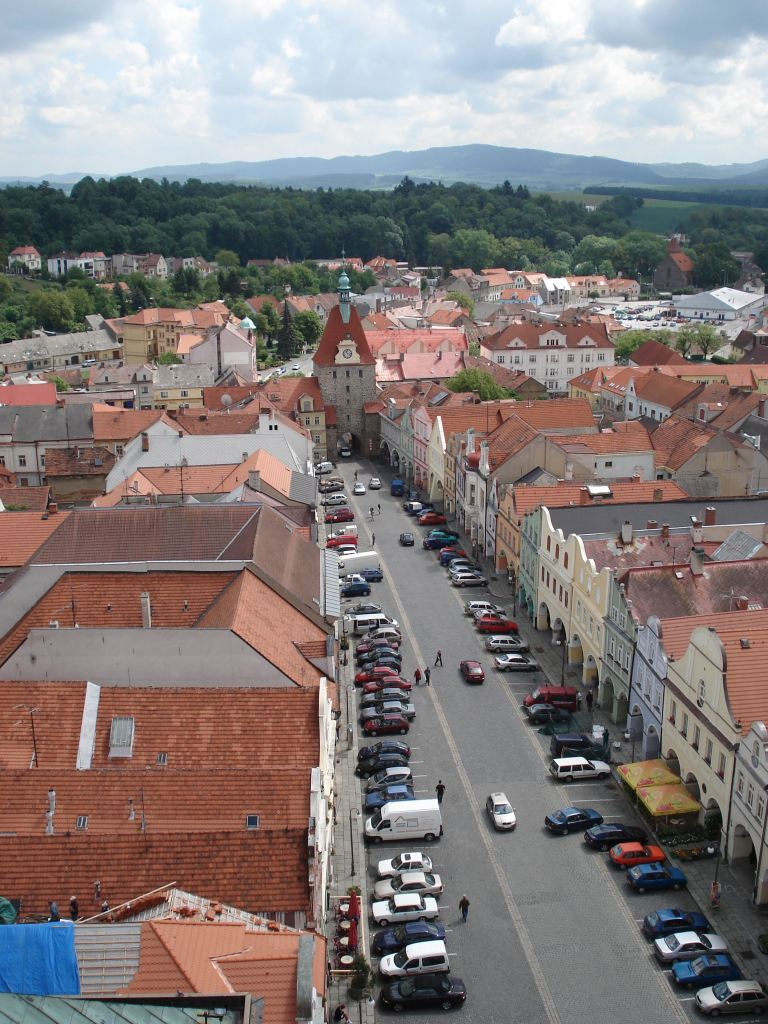
Centre de Domažlice

Domažlice va accedir a l'estatus de ciutat durant el regnat de Přemysl Ottokar II de Bohèmia. Aquest darrer va fer fortificar la ciutat a fin de defensar la frontera amb Baviera. Els guardes de les fronteres estaven reclutats entre els chodes, un poble de grangers establerts a la zona.
La ciutat fou atacada i ocupada per Bavièra diverses ocasions entre 1331 a 1419. Sota el revolta dels Hussites els alemanys foren expulsats de la ciutat i des de llavors la població fou predominantment txeca. El 1431 Prokop el Gran va vèncer els croats del Sacre Imperi Romanogermànic al costat de Domažlice. La ciutat va canviar de mans diverses vegades entre els segles XV i XVI, però la importància va caure després de la Guerra dels Trenta Anys. No fou que el 1770 que la ciutat va tornar a experimentar una millora gràcies a la indústria tèxtil.
En el context de la Renaixença nacional txeca, Domažlice va prendre una plaça central durant el segle xix. Un pelegrinatge del 13 d'agost de 1938 es va transformar en una manifestació contra l'ocupació alemanya. El 1945 la ciutat fou alliberada per l'exèrcit dels Estats Units.

## Agermanaments
- Furth im Wald, Alemanya
- Furth bei Göttweig, Àustria
- Ludres, França

## Galeria

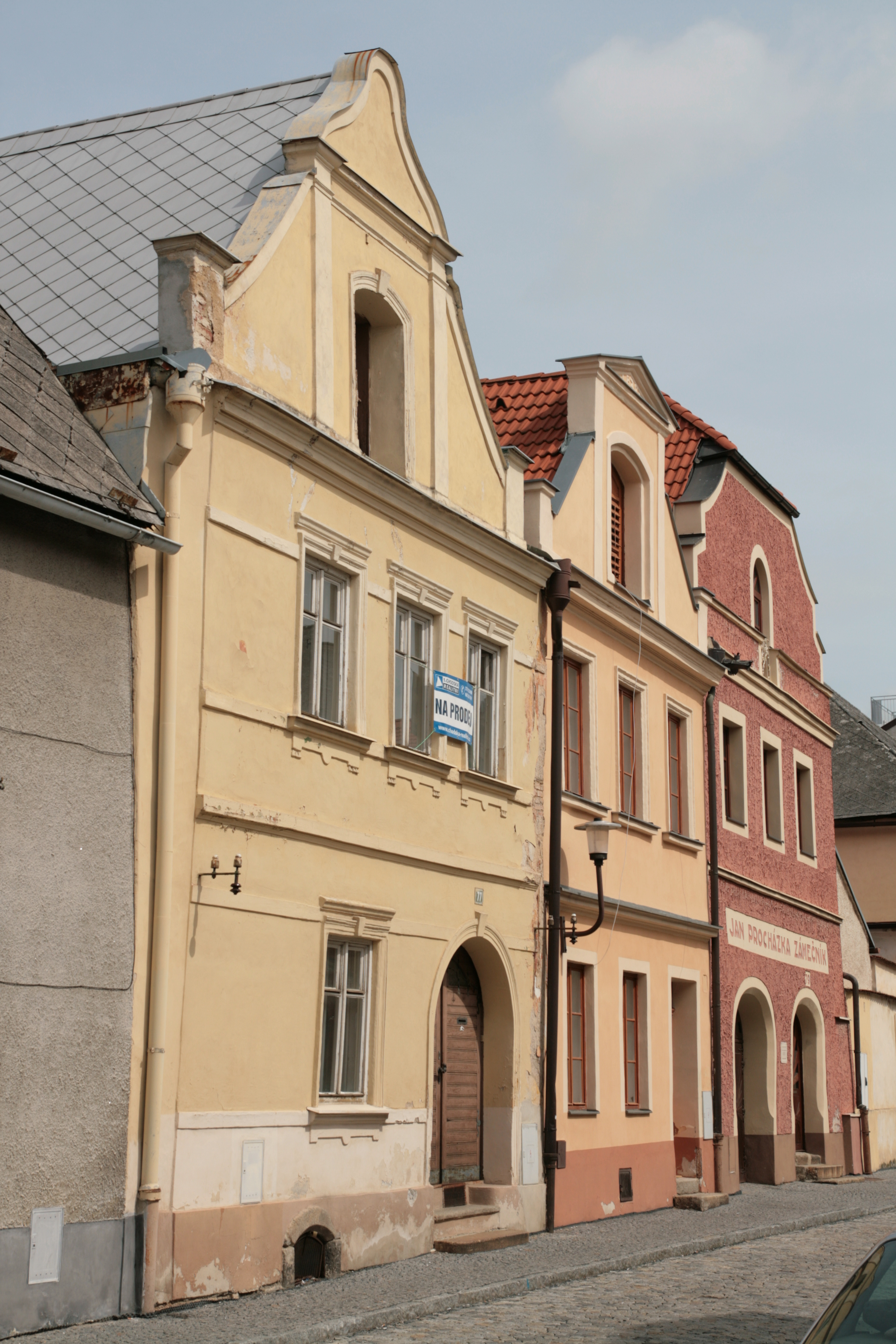
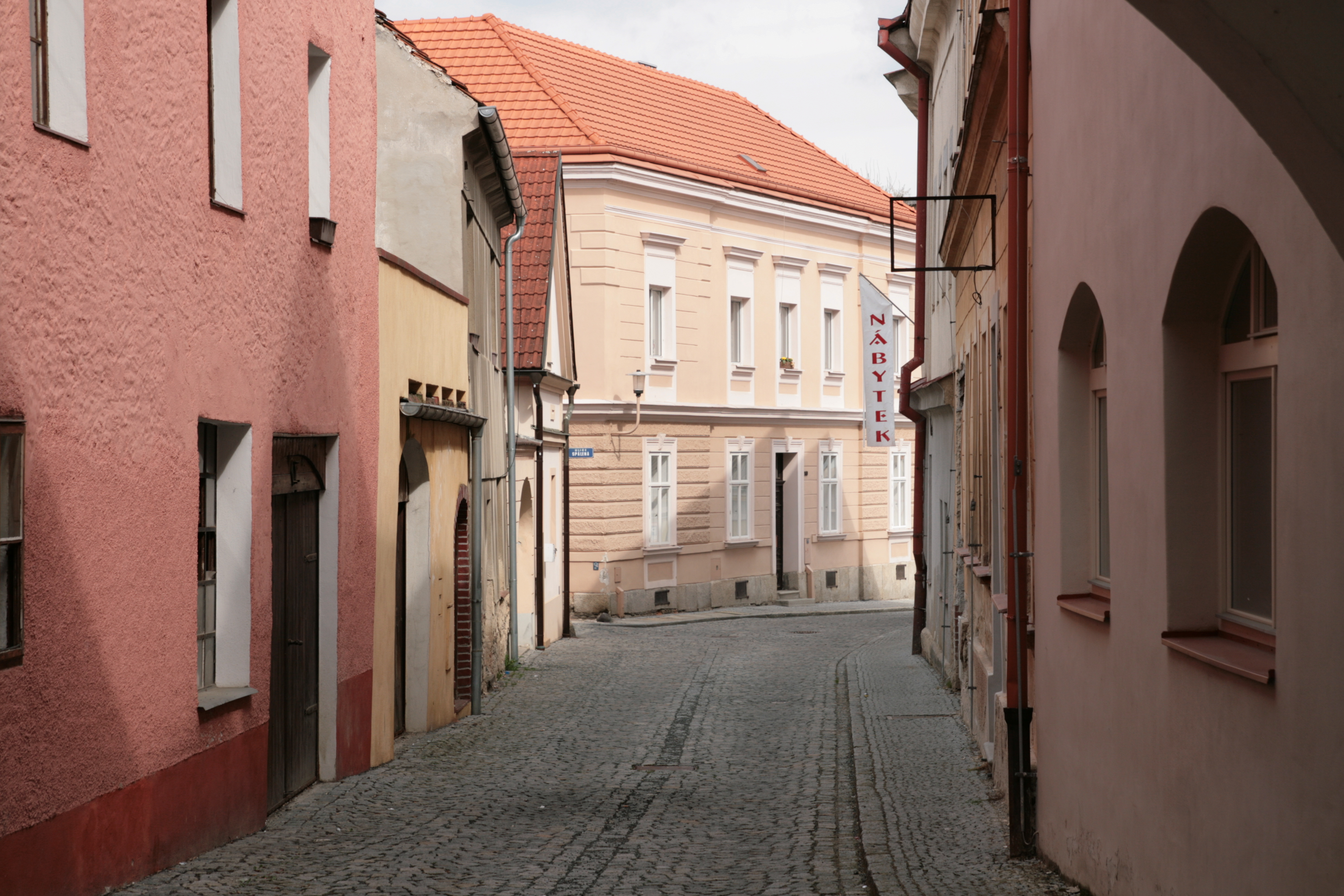
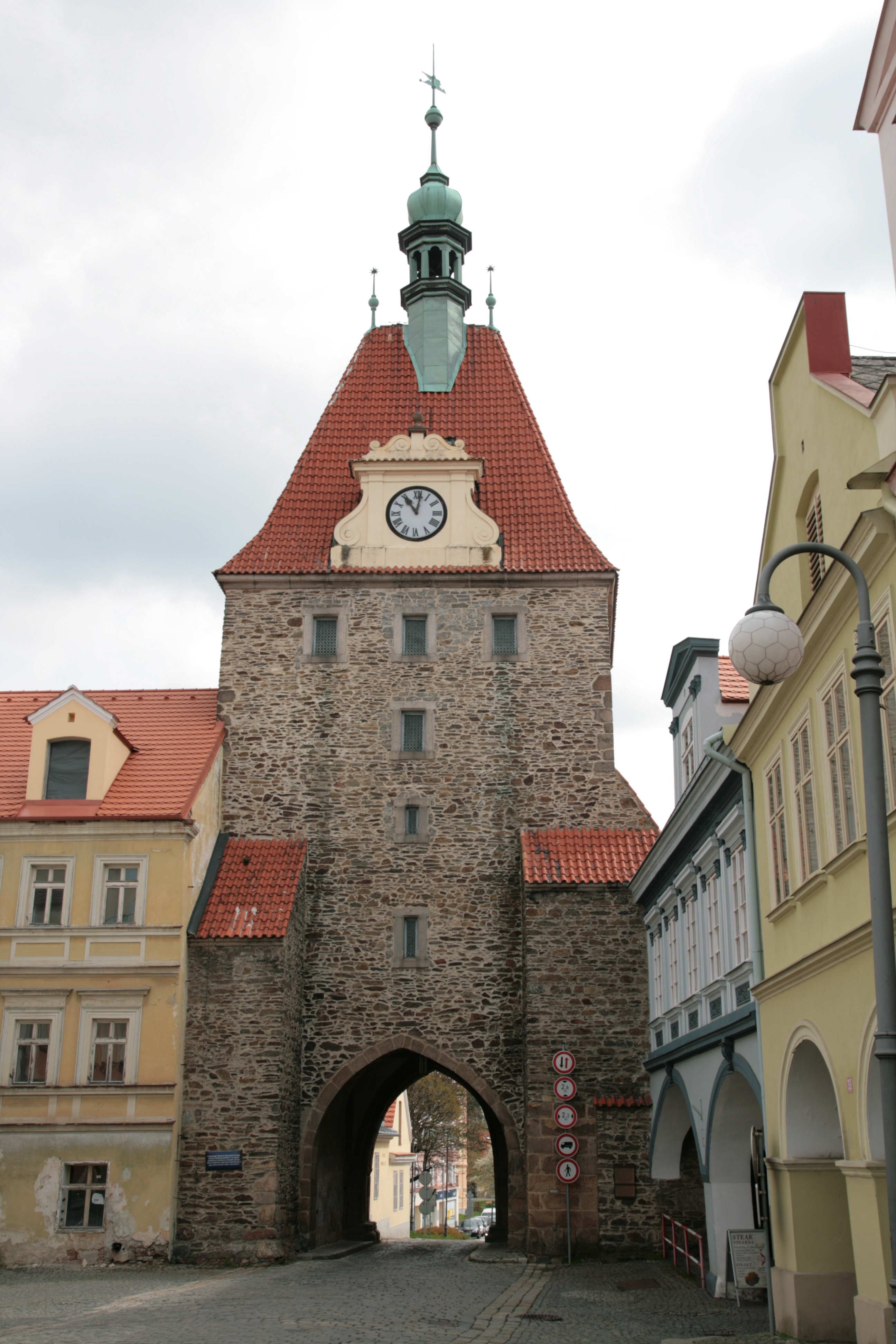